# Jean Pechaud
Jean Pechaud, né le 31 octobre 1823 à Chavagnac (Cantal) et mort le 9 juillet 1886 à Saint-Saulge (Nièvre), est un malacologiste français.

## Biographie
Après la mort de sa mère, Joseph Pechaud, meunier épouse la servante de maison, une femme très autoritaire qui ne tarda pas à chasser les enfants hors de la maison. La vie de Jean Pechaud commence ainsi, errant de village en village à la recherche de petits travaux. Il rencontra ainsi un rétameur ambulant qui le prit avec lui quelque temps et lui laissa dix écus. Il put ainsi survivre et trouver d'autres métiers. Lorsqu'il eut assez d'argent, il   s'embarqua sur un baleinier à destination de San-Francisco pour tenter de faire fortune avec les mines d'or de Californie.
De retour en France, il s'établit à Paris et c'est par hasard qu'il assiste à un cours du Muséum. Ce cours fut suivi de nombreux autres : une nouvelle vocation était née. Il collectionne les mollusques et décrit de nouvelles espèces d'Anodontes. Il parcourt, quinze années durant, le nord de l'Afrique dans des voyages qu'il consacre plus spécialement à la malacologie. Il recense 68 espèces pour cette région, complétant ainsi le travail de Jules René Bourguignat (1829-1892) auquel il se réfère.